# Kremering

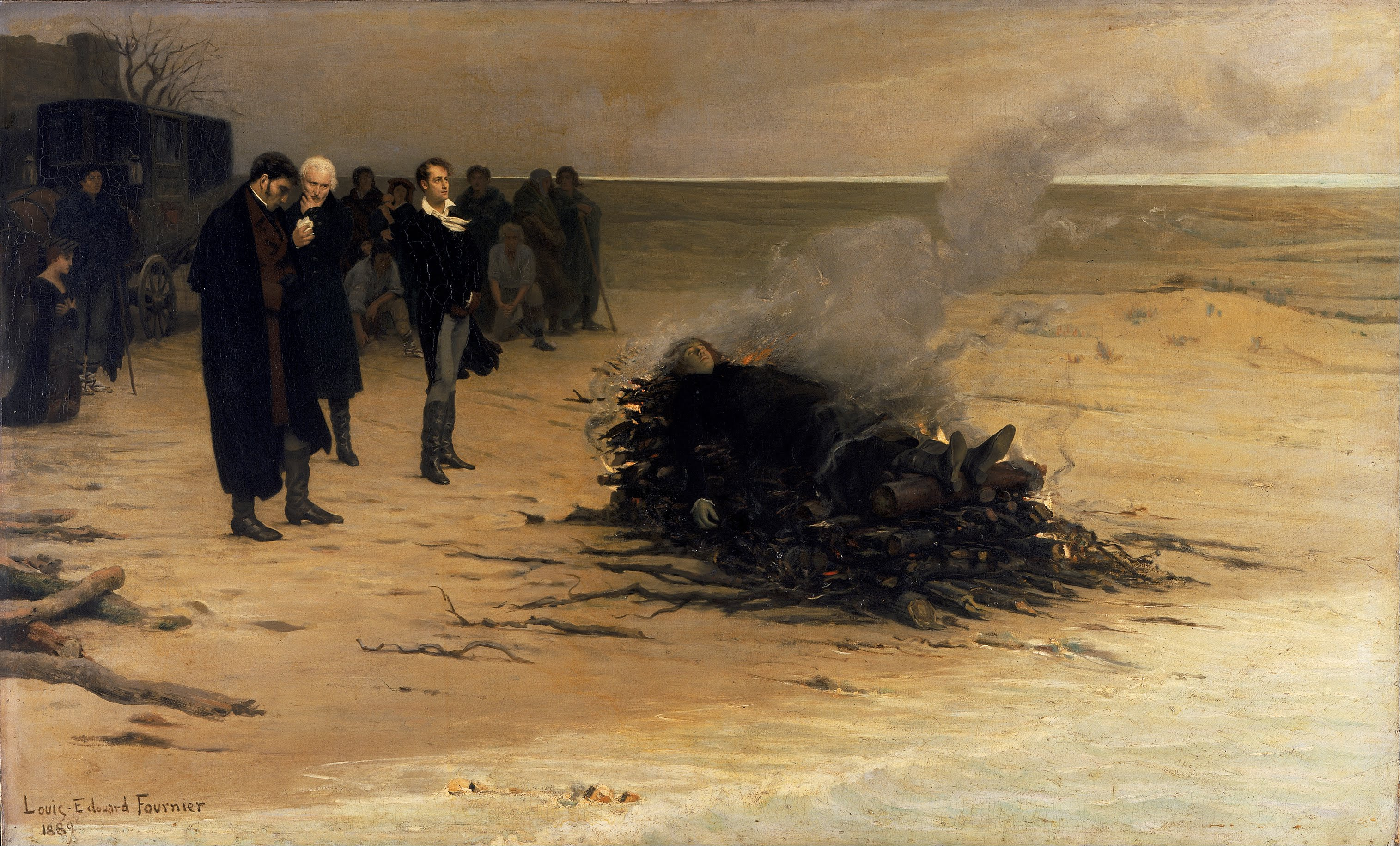
Louis Edouard Fournier - The Funeral of Shelley - Google Art Project.

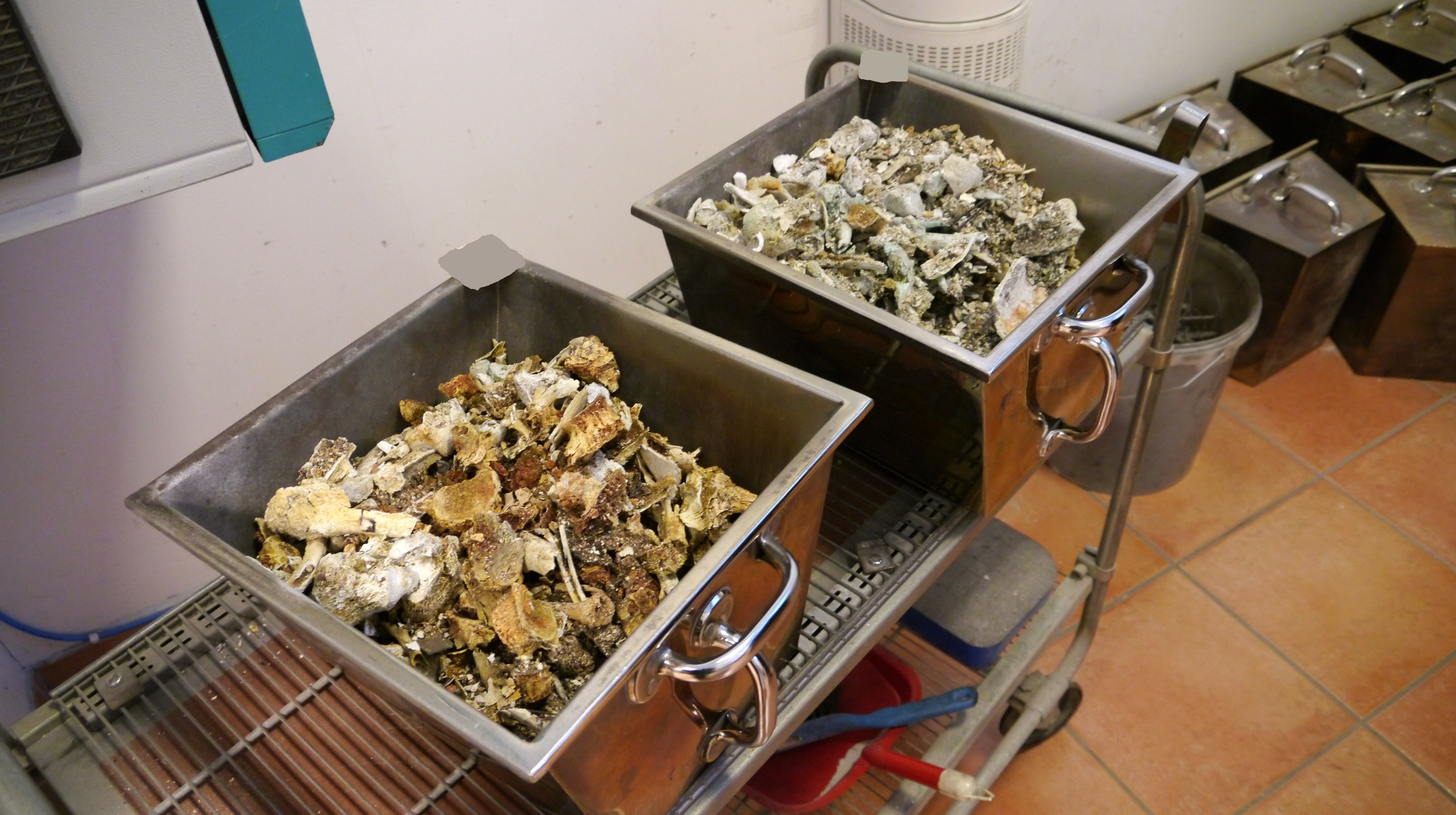
Kranie- och benrester efter kalcinering.

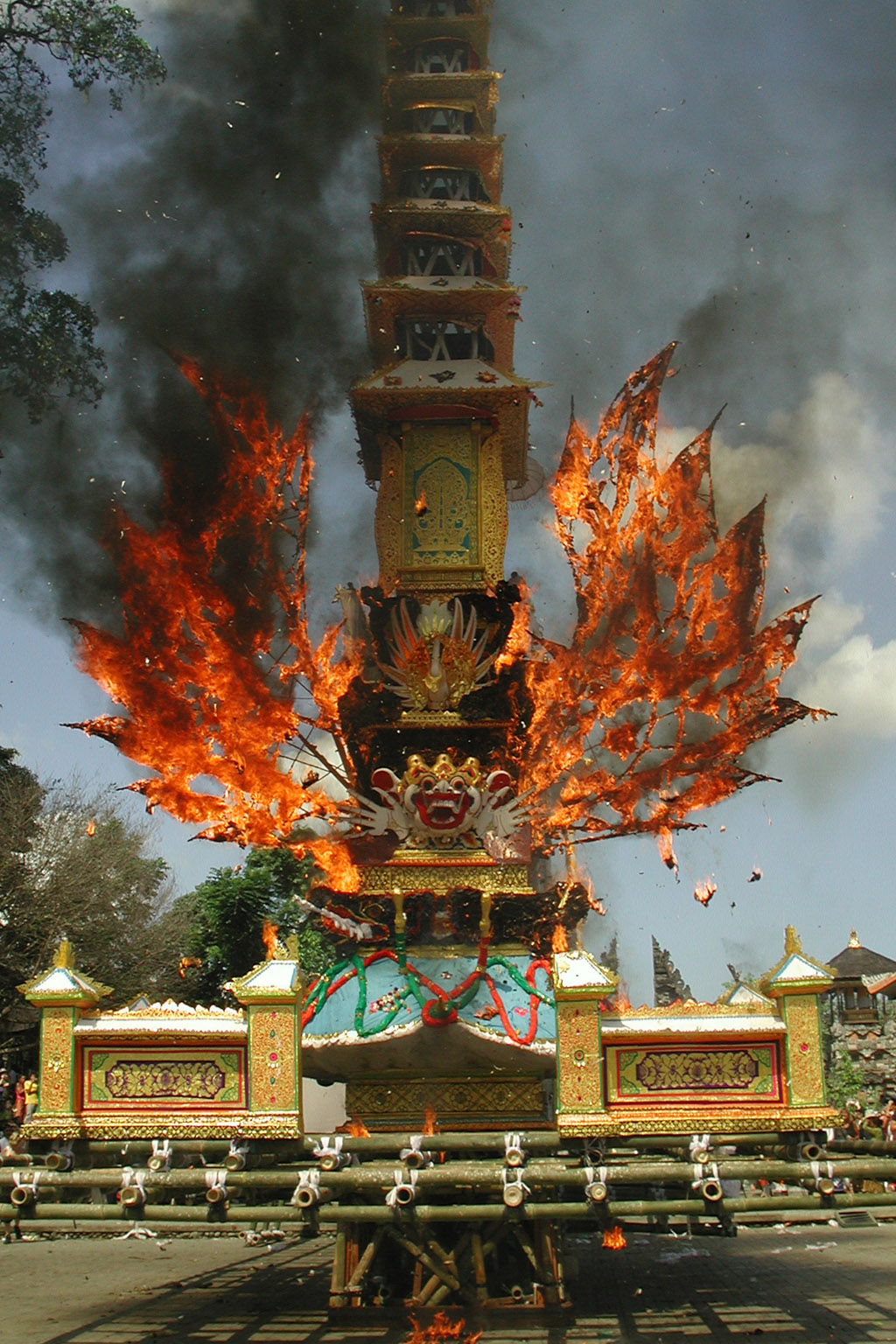
Kremering i Ubud på Bali.

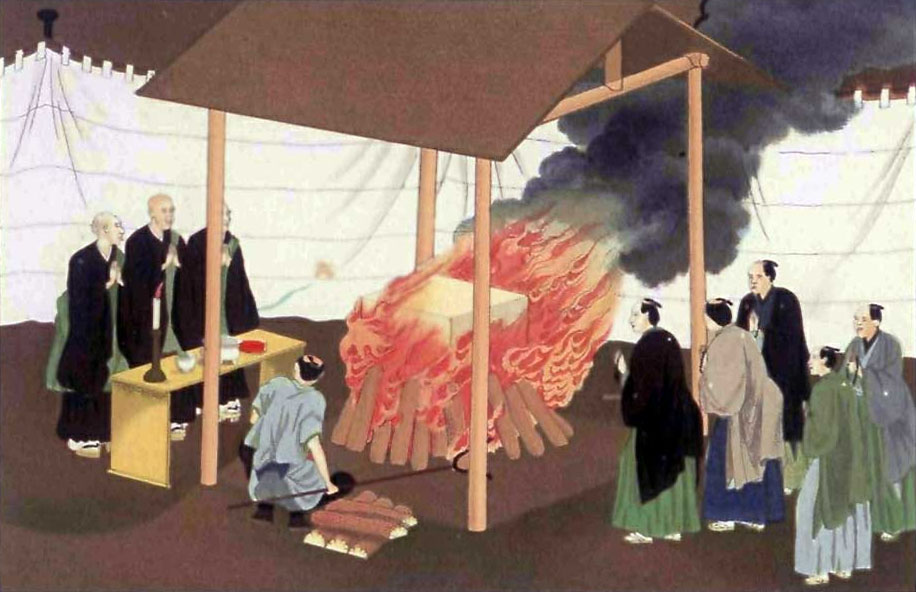
Kremering i Japan

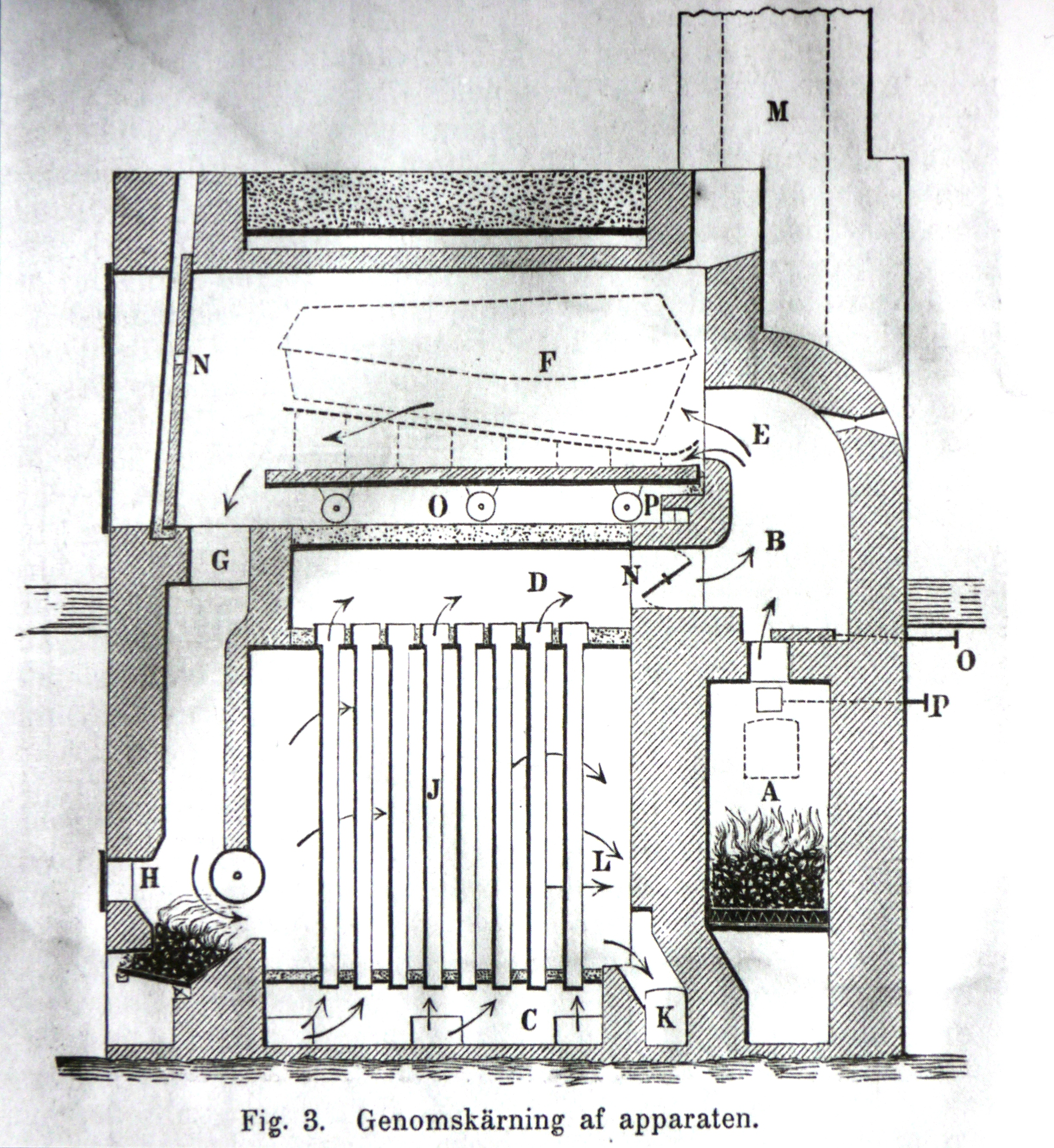
Äldre skiss (1883) över kremationsugn.

Kremering, likbränning eller eldbegängelse, är ett alternativ till jordbegravning. Drygt 60 procent av kroppen består av vatten, runt 33 procent av olika organiska ämnen och cirka 6 procent av mineralämnen. Själva kistan, som också förbränns under kremeringen, består till största delen av organiska ämnen men innehåller även mineraliska ämnen (askämnen). Det som är organiskt, övergår först till flytande form och sedan till heta gaser. Till gaserna tillförs syre i form av luft (som innehåller 20,9 procent syre) via en fläkt, för att få en effektiv förbränning med eld. De organiska ämnena oxideras genom förbränningen och avgår som avgaser. 
Det som återstår i fast form efter processens slut är mineraliska ämnena som främst kommer från skelettet. De har genomgått en termodynamisk process kallad kalcinering, där skelett och andra mineralämnen (askämnena) som finns i kistans trä kalcineras. Först efter att den så kallade askan med hjälp av en askberedare malts ner till ett slags sand med max 2,5 mm kornstorlek, är det möjligt att strö den för vinden eller lägga den i en urna. Den kemiska termen för kvarlevorna är calcine (kalciumaska).
Flambaserad likbränning har använts i olika kulturer i mer än 20 000 år. Först i mitten på 1800-talet började man konstruera speciella kremationsugnar där syre inte okontrollerat kan komma åt kroppen under förbränningen. Dessa ugnar kan värmas med koks, olja, gas eller elektricitet.
Under åren 2020-2022 kremerades i genomsnitt mer än 83 procent av avlidna i Sverige, medan den genomsnittliga andelen i Stockholm låg på närmare 88%. Andelen kremeringar varierar i Norden, men ökar överallt. Vanligast är det i Danmark, med 86,8% år 2022. I Finland, där det först 2017 blev vanligare med kremering än jordbegravning, kremerades 62,4% år 2022. I Norge är jordbegravningarna fortfarande något vanligare än kremering, även om kremering ökar även där och låg 2022 på 47,9%. Island har den lägsta andelen kremeringar i Norden: 41,6% år 2022. Japan är det land i världen med högst andel kremeringar: 99,97% år 2019.

## Etymologi
SAOB härleder ordet från tyska kremieren och engelskans cremate, som är en nybildning efter latinets cremare, med betydelsen bränna. 1883 används ordet kremering i Sverige, men frivillig likbränning användes i information från Svenska Likbränningsföreningen. År 1890 börjar ordet eldbegängelse användas och var fram till 1990 den term som användes i svensk lagstiftning, efter 1990 ersattes begreppet med kremering.

## Kremeringsprocessen
Moderna kremationsugnar av den typ som används i Europa är av så kallad varmstart-typ. Detta betyder att ugnen förvärms med gas innan användning (vanligare i södra Europa) eller med hjälp av oljebrännare (vanligast i Sverige). När ugnen och dess eldfasta infodring förvärmts till 730-800 grader i huvudkammaren förs kistan in och antänds. I exempelvis USA är kallstartugnar vanligare. I dessa sätts kistan in i en betydligt kallare ugn. Efter insättningen värms kallstartsugnar upp av gasbrännare som hettar upp kistan och dess innehåll med hjälp av lågor med en pulserande effekt. Kistan och dess innehåll bränns därigenom upp och omvandlas till aska. 
Själva kremeringen tar normalt 70-90 minuter i moderna varmstartugnar och längre i kallstartugnar. Tiden det tar är även beroende på kroppsvikt, kistmodell med mera och om kroppen har varit nedfrusen av sanitära skäl. Om man redan i förväg vet att kroppen ska kremeras, tas föremål som pacemaker och insulin-dosor, som sitter inopererade i kroppen, ut av obduktionstekniker på bårhuset. Anledning till att dessa föremål avlägsnas, är att de kan explodera då de utsätts för den hetta som uppstår i kremationsugnen under kremeringen. En sådan explosion låter som ett hagelskott och kan ge personalen allvarliga hörselskador. När man för in kistan inför kremeringen lägger man med en keramikplatta med ett id-nummer, för att säkerställa identifiering av askan efteråt. Denna id-bricka följer sedan med askan ända ner i graven.
Efter kremeringen rakas de brända benen ned i ett metallkärl, som sedan får svalna. Obrända föremål som spikar, höftproteser med mera separeras därefter bort. Skelettdelarna pulveriseras i en speciell apparat som kallas askberedare. Askan kan därefter hällas i urna eller annat förvaringskärl i väntan på begravningsplats i jord, i en nisch, i ett kolumbarium, eller på att spridas eller grävas ned i minneslund (anonymt gravskick).  Efter särskilt tillstånd från länsstyrelsen om "egen spridning", får askan spridas på en annan plats än en kyrkogård. Som annan plats räknas naturområden och hav med 1 000 meters avstånd från land. 
En tjänst som kan erbjudas innebär att man skickar upp ett prov av samma storlek som ett läppstift, med de kremerade resterna i låg omloppsbana runt jorden. De förblir där i flera år (men inte permanent) innan de återinträder i atmosfären. Vissa företag erbjuder en tjänst för att förvandla en del av de kremerade resterna till syntetiska diamanter som sedan kan göras till smycken. Detta "kremeringssmycke" benämns också begravningssmycke eller minnessmycke. En del av de kremerade resterna kan behållas i ett specialdesignat lock som kallas kremeringssmycke, eller till och med blåsas in i speciella glassaker och glaskulor.
Kremerade rester kan också införlivas, med urna och cement, i en del av ett konstgjort rev, eller så kan de också blandas i färg och göras till ett porträtt av den avlidne. Vissa individer använder en mycket liten mängd av resterna i tatueringsbläck - ”Aska Tatuering”. https://cremationink.com/sv/ashes-tattoo. för minnesporträtt. Reglerna gällande hantering av askan är i Sverige relativt stränga; exempelvis får man som privatperson inte tillgång till askan förrän samma dag som urnsättning eller spridning ska ske. Detta för att ingen ska behålla askan av en avliden hemma i stället för att låta askan komma "i jord". En annan regel är att askan inte får delas upp om det inte finns mycket speciella  skäl för att göra detta, något som oftast drabbar skilda föräldrar som vill begrava ett avlidet barn i båda familjegravarna eller immigranter som vill begrava en del av askan i hemlandet.

## Historik
Kremering har varit en vanlig del i begravningsmetoder inom ett flertal religioner, men inom de abrahamitiska religionerna har det länge funnits ett motstånd mot kremering. 1656 utgav den påvlige livläkaren M. Naldi en bok där han av sanitära skäl förordade kremering för förhindra smitta av sjukdomar. Fredrik den store bestämde 1741 att hans kropp skulle brännas "på romerskt sätt" om han föll i strid. Under upplysningstiden uppkom tanken på kremering i samband med parlamentets förbud 1765 mot begravning i kyrkorna. Under franska revolutionen utlyste Institut de France 1795 en pristävlan för det bästa arbetet med kremering. Centralförvaltningen i Seindepartementet beslutade att uppföra ett ståtligt kremeringstempel, men sedan Napoleon kommit till makten lyckades påven påverka Napoleon att utfärda ett förbud mot kremering.
Under 1800-talet uppträdde dock ett flertal anhängare av kremering, bland andra Johann Wolfgang von Goethe, Achates von Platen, August von Platen och Jacob Grimm. Grimm utgav 1850 Über das Verbrennen der Leichen (Om förbränningen av liken). Från 1869 uttalade sig internationella läkarkongresser för en övergång till kremering i stället för jordbegravning, och en indisk rajahs kremering i Florens 1871 väckte ny diskussion om begravningsmetoden. Lombardiska akademin utlyste 1871 en pristävlan om den bästa förbränningsmetoden. År 1874 bildades eldbegängelseföreningar i London, dit kirurgen sir Henry Thomson förde med sig idén från en resa i Italien. Samtidigt spred sig tankarna till Tyskland, där C. Reclam och medicinalrådet F. Küchenmeister verkade för kremering, samt till Österrike, Nederländerna  och Schweiz. I Milano invigdes det första moderna krematoriet 1876. Därefter tillkom krematorier i Washington, sedan tyskar infört eldbegängelserörelsen i USA och 1878 uppfördes ett krematorium i Gotha.
I England byggdes ett första krematorium i Woking 1875, men dess användning förbjöds fram till 1885. År 1902 berättigades lokala korporationer och kommuner i Storbritannien genom Cremation act att driva krematorier. I Frankrike stiftades franska eldbegängelseföreningen 1880. År 1889 öppnades krematoriet på kyrkogården Père Lachaise i Paris. I Danmark grundades föreningen för eldbegängelse 1881. Krematorium öppnades i Frederiksberg 1886, ersatt med ett nytt i Köpenhamn 1907. I Norge grundades en eldbegängelseförening 1889 och 1909 tillkom krematoriet i Kristiania, nuvarande Oslo. I Bergen inrättades ett kommunalt krematorium med kostnadsfri kremering 1907. I Finland grundades eldbegängelseföreningen 1889, krematorium öppnades 1926.
Den kristna kyrkan utövade länge ett starkt motstånd mot kremering, och romersk-katolska kyrkan utfärdade 1884, 1886, 1892 och 1926 förbud mot kremering, även om det medgavs att kremering inte stred mot kyrkans dogmer utan enbart mot kyrklig sed. Den grekisk-ortodoxa kyrkan och judendomen var öppnare för kremeringens införande. De protestantiska kyrkorna var till en början motståndare, men kom redan under 1800-talet att öppna för kremering som en accepterad begravningsmetod.

## Kremering i Sverige
I Sverige infördes idén om ej flambaserad kremering under 1830- till 1850-talen, främst av doktor Soldin genom artiklar i Aftonbladet 1857. August Blanche gav tidigt Soldin sitt stöd. Ingenjören Per Lindell (1842–1902) kom att bli en pionjär inom arbetet att introducera kremeringen. Ett par av Sveriges främsta hygieniker, C. Wallis och K. Lindroth ivrade för övergång till kremering i tidskriften Hygiea. Den 31 maj 1882 stiftade Lindell, tillsammans med Lindroth och andra, Likbränningsföreningen i Stockholm som 1883 ombildades till Svenska Likbränningsföreningen (från 1917 Svenska eldbegängelseföreningen). Ordförande blev överste E. G. Klingenstierna, som konstruerade incineratorn i det provisoriska krematorium, som 1887 öppnades nära Hagalund i Stockholm. Den första kremationen där gjordes den 15 oktober och vid tillfället kremerades disponenten Ernst Kjellerstedt från Örebro. 
I Sverige hade Svenska Likförbränningsföreningen utfört sex stycken förbränningar vid krematoriet i Gotha, men kostnaderna för transporter med mera styrde över verksamheten till en ny anläggning i Hagalund. Den första kremeringen i Sverige ägde rum den 15 oktober 1887 när stoftet efter disponenten Ernst Kjellerstedt från Örebro brändes i den provisoriska likbränningsanstalten. Kjellerstedt var disponent på Gävle bryggeri och engagerad i Eldbegängelseföreningen, och avled oväntat endast 30 år gammal under en tjänsteresa till Stockholm.
Denna första kremering utlöste en kraftig debatt, då den juridiska situationen kring förfarandet inte var klarlagd. I december 1888 blev kremation lagligt i Sverige, dock med förbehåll att den döde skulle obduceras samt i förhand skulle uttryckt sin önskan om att bli kremerad. Så småningom förenklades regelverket och fler krematorier byggdes. Inledningsvis var Svenska kyrkan negativt inställd, men ändrade sig efterhand, och vid bygget av det femte svenska krematoriet i Luleå 1930 var det första gången som Svenska kyrkan stod för finansieringen.
Krematoriet i Hagalund ersattes 1909 av ett nytt vid Norra begravningsplatsen. 1890 fick även Göteborg ett krematorium, 1922 Örebro, 1928 Helsingborg, 1930 Luleå och 1931 Vänersborg.
Andelen kremeringar har ökat stadigt i Sverige: 1950 stod kremeringar bara för 15,2% av alla begravningar, 1960 för 26,6%, 1970 för 40,4%, 1980 för 51,4%, 1990 för 61,1%, 2000 för 69,5%, 2010 för 77,1% och 2020 för 82,8%.

### Hantering av metaller
Ersatta knäleder, höftleder eller lårben, ofta i titan, som inte förbränns i krematorieugnen behövde fram till 1 juli 2016 även de grävas ned på kyrkogårdsmark då begravningslagen inte tillät att metallerna återvanns som man gjorde i till exempel Finland och Danmark. Svenska kyrkan var tillsammans med begravningbyråerna och Sveriges kyrkogårds- och krematorieförbund del i processen påverka Regeringen att ändra lagen. 2012 meddelades att en utredning på regeringens uppdrag skulle undersöka om det gick att återvinna något av de 22 ton metaller som årligen grävdes ned.
Som en följd av denna process kan nu från den 1 juli 2016  metaller återvinnas och överskottet av återvinningen tillfaller allmänna arvsfonden. I början av 2019 hade 60 ton metall återvunnits och arvsfonden hade därigenom fått ett tillskott på 100 miljoner kronor.

## Statistik
| Land           | Andel i % | Kremeringar | Antal krematorier | Antal avlidna |
| -------------- | --------- | ----------- | ----------------- | ------------- |
| Storbritannien | 75        | 00439.145   | 238               | 000614.910    |
| Danmark        | 71        | 00041.594   | 32                | 000058.490    |
| Sverige        | 68        | 00063.273   | 72                | 000093.271    |
| Schweiz        | 55 (1997) | 00034.561   | 27                | 000062.839    |
| Nederländerna  | 48        | 00066.322   | 54                | 000137.482    |
| Tyskland       | 39        | 00332.914   | 113               | 000852.382    |
| Belgien        | 31        | 00032.389   | 10                | 000104.583    |
| Finland        | 24        | 00011.834   | 20                | 000049.262    |
| Österrike      | 18        | 00014.139   | 10                | 000078.339    |
| Frankrike      | 5         | 00080.534   | 74                | 000540.497    |
| Spanien        | 11        | 00035.995   | 54                | 000330.000    |
| Irland         | 5         | 00001460    | 1                 | 000032.000    |
| Italien        | 4         | 00023.613   | 33                | 000576.911    |

## Kremering av djur
På 1990-talet blev det vanligare att kremera sina husdjur. Smådjur kan antingen lämnas in för kremering som metod att bli av med kadavret, eller separatkremeras. I båda fallen får man tillbaka en kartong eller en urna med det egna djurets aska. Även större djur, företrädesvis hästar, kremeras allt oftare.